# Secretario de Comercio de los Estados Unidos
El secretario de Comercio de los Estados Unidos (en inglés: United States Secretary of Commerce) es el jefe del Departamento de Comercio, encargado de la promoción del crecimiento económico del país. Asimismo, es décimo en la línea de sucesión presidencial.  
Miembro del Gabinete de los Estados Unidos, el secretario es un cargo nominado por el presidente de los Estados Unidos y confirmado por el Senado. Tiene entre sus responsabilidades "promover la creación de empleos y mejorar el nivel de vida de todos los estadounidenses a través de la creación de infraestructuras que promocionen el crecimiento económico, la competitividad tecnológica y el desarrollo sostenible".
Anteriormente, dicho cargo estaba ligado al puesto de secretario de Comercio y Trabajo, quien además asumía el Departamento del Trabajo. A partir de 1913, ambos departamentos fueron separados, creándose el Departamento de Comercio y el Departamento del Trabajo, este último, bajo la responsabilidad del Secretario de Trabajo.  
El actual secretario de Comercio es el republicano Howard Lutnick desde el 21 de febrero de 2025.

## Línea de sucesión
La línea de sucesión del secretario de Comercio es la siguiente:
1. Subsecretario de Comercio
2. Asesor general del Departamento de Comercio
3. Subsecretario de Comercio para Comercio Internacional
4. Subsecretario de Comercio para Asuntos Económicos
5. Subsecretario de Comercio para Normas y Tecnología
6. Subsecretario de Comercio para Océanos y Atmósfera y administrador de la Oficina Nacional de Administración Oceánica y Atmosférica
7. Subsecretario de Comercio para Administración de Exportaciones
8. Director financiero del Departamento de Comercio y subsecretario de Comercio para Administración
9. Gerente de planta de Boulder Laboratories, Instituto Nacional de Estándares y Tecnología